# Speonectes tiomanensis
Speonectes tiomanensis е вид лъчеперка от семейство Nemacheilidae, единствен представител на род Speonectes. Видът е световно застрашен, със статут Уязвим.